# Siphona oligomyia
Siphona oligomyia là một loài ruồi trong họ Tachinidae.